# 59232 Sfiligoi
59232 Sfiligoi è un asteroide della fascia principale. Scoperto nel 1999, presenta un'orbita caratterizzata da un semiasse maggiore pari a 2,4202345 au e da un'eccentricità di 0,1997805, inclinata di 9,99450° rispetto all'eclittica.
L'asteroide è dedicato all'astronomo amatoriale italiano Vincenzo Sfiligoi.